# Flaga Wyspiarzy z Cieśniny Torresa
Flaga Wyspiarzy z Cieśniny Torresa – flaga reprezentująca rdzennych mieszkańców wysp w Cieśninie Torresa, australijską grupę etniczną pochodzenia melanezyjskiego. Flagę zaprojektował Bernard Namok z Wyspy Thursday. 14 lipca 1995 roku została oficjalnie zaakceptowana przez rząd Australii jako jeden z symboli narodowych tego państwa. 
Flaga jest podzielona poziomo na trzy części, oddzielone wąskimi czarnymi pasami. Górny i dolny pas flagi mają kolor zielony, symbolizujący ląd, a pas środkowy ma kolor niebieski, symbolizujący morze. Pośrodku centralnego pasa znajduje się białe dhari, tradycyjne rytualne nakrycie głowy, symbolizujące Wyspiarzy z Cieśniny Torresa. Wewnątrz niego znajduje się biała pięcioramienna gwiazda, symbolizująca zarówno gwiazdy używane w nawigacji przez ten lud, jak też pięć grup Wyspiarzy. Kolor biały oznacza pokój. 